# 真夜中のオーケストラ
「真夜中のオーケストラ」（まよなかのオーケストラ）は、Aqua Timezの13枚目のシングルである。2011年1月26日発売。

## 概要
- 前作「GRAVITY Ø」以来、約3か月ぶりのシングルで、表題曲はテレビ東京系アニメ『NARUTO -ナルト- 疾風伝』エンディングテーマとなっている。
- キャッチコピーは「記憶の隅に追いつめられた光。そこで大切が泣いています。」
- 「風に吹かれて」は、シングル発売前先行として着うた配信を12月22日より行っている。なお、「STAY GOLD」以来のTOP10圏外となったが、表題曲の「真夜中のオーケストラ」は有線チャートで1位を獲得している。

## 収録曲
全曲　作詞：太志、作曲・編曲：Aqua Timez
1. 真夜中のオーケストラ [5:53] 
  - テレビ東京系アニメ『NARUTO -ナルト- 疾風伝』エンディングテーマ
  - JAL 2011年3月の Jポップ・トゥデイ選曲
  - サビのメロディーはTASSHIが作成し、そこからメンバーが広げていった。
  - 太志曰く、「タイトルどおり夜中に書いた」（CDTVでのインタビューから）。
2. 風に吹かれて [5:26]（作曲・太志）
  - 第90回全国高等学校ラグビーフットボール大会テーマソング
  - bayFM内のAqua Timezのラジオ番組「アクアトレイン」で「脳の手術を受ける8歳の息子を励ましてほしい」とメールが送られ、その手術を乗り越えたら聴いてほしい、という願いをこめて作成した楽曲。
3. Full a Gain [3:57]
  - テレビ東京系アニメ『NARUTO -ナルト- 少年篇』オープニングテーマ
  - 曲の間奏部分で歌われているデスボイスは、大介、OKP-STAR、TASSHIの3人の声である（アクアトレインにて）。
4. 真夜中のオーケストラ -Instrumental- [5:51]